# 常福寺 (台東区)
常福寺（じょうふくじ）は、東京都台東区にある天台宗の寺院。

## 歴史
元和年間（1615年 - 1624年）、津軽信牧の開基である。信牧は天海に帰依し、天海の弟子の本祐を開山として寺を設けた。これが当寺の起源である。
その後、本祐は上野の庵で隠居した。この庵は後に寛永寺の塔頭「津梁院」となっており、代々の弘前藩藩主津軽家の墓所となっている。
元々は龍ノ口（現・東京都千代田区丸の内）に位置していたが、その後転々とし、1635年（寛永12年）に現在地に移転した。
当寺の本尊は阿弥陀如来である。1923年（大正12年）の関東大震災では、本尊を大八車に乗せて上野恩賜公園方面へ避難しようとした。しかし人込みと震災の炎により、置き去りにせざるを得なかった。後で戻ってみると無事だったことから「いかなる危難も乗り越える阿弥陀さま」として知られるようになった。

## 交通アクセス
- 銀座線田原町駅より徒歩約4分（経路案内）。